# First Dream
First Dream es el primer disco de estudio del grupo argentino de Hard rock / Heavy metal Sleepin' Brains, publicado el 5 de marzo de 2009. Fue grabado en los estudios "Fuera Del Tunel" y remasterizado en los estudios "La Nave de Oseberg" durante  2005.

## Lista de canciones
1. Highway To Glory - 6:30
2. Female Stars - 3:47
3. Heartache - 5:17
4. Shake it Up! - 4:38
5. Only Love (Will Set You Free) - 5:50
6. Suicide Generation - 6:11
7. Song of Madness - 9:13
8. Explode & Shine - 6:25